# Ходанович, Андрей Александрович
Андре́й Алекса́ндрович Ходано́вич (род. 8 сентября 2004, Оренбург) — российский футболист, вратарь клуба «Оренбург».

## Биография
Воспитанник академии «Оренбурга».
6 ноября 2022 года дебютировал на профессиональном уровне за «Оренбург-2» в матче против «Амкара».
9 августа 2023 дебютировал за основную команду в матче на Кубок России против клуба «Сочи» (2:0). 
20 августа 2023 года провёл первый матч в РПЛ против клуба «Ахмат» (0:4).
12 июля 2024 года на правах аренды пополнил клуб «Чайка«.

## Статистика выступлений
| Выступление      | Выступление       | Выступление      | Лига | Лига | Кубки | Кубки | Итого | Итого |
| Клуб             | Лига              | Сезон            | Игры | Голы | Игры  | Голы  | Игры  | Голы  |
| ---------------- | ----------------- | ---------------- | ---- | ---- | ----- | ----- | ----- | ----- |
| Оренбург         | РПЛ               | 2023/24          | 1    | −4   | 5     | −7    | 6     | -11   |
| Оренбург         | РПЛ               | 2025/26          | 0    | 0    | 1     | −1    | 1     | -1    |
| Оренбург         | Итого             | Итого            | 1    | −4   | 6     | −8    | 7     | -12   |
| → Оренбург-2     | Вторая лига       | 2022/23          | 10   | −26  | —     | —     | 10    | -26   |
| → Оренбург-2     | Вторая лига («Б») | 2023             | 11   | −18  | —     | —     | 11    | -18   |
| → Оренбург-2     | Вторая лига («Б») | 2024             | 6    | −12  | —     | —     | 6     | -12   |
| → Оренбург-2     | Итого             | Итого            | 27   | −56  | —     | —     | 27    | -56   |
| → Чайка          | Первая лига       | 2024/25          | 6    | −12  | 3     | 0     | 9     | -12   |
| → Чайка          | Итого             | Итого            | 6    | −12  | 3     | 0     | 9     | -12   |
| Всего за карьеру | Всего за карьеру  | Всего за карьеру | 34   | −72  | 9     | −8    | 43    | -80   |